# Капот (автомобиль)
Капот автомобиля представляет собой кузовную деталь, защищающую двигатель и другие элементы моторного отсека автомобиля от негативного воздействия внешних факторов.
В узком смысле — это крышка двигательного отсека автомобиля. В широком — выступающая впереди машины часть кузова обычно с мотором.
В подавляющем большинстве случаев термин употребляется в узком смысле.

## Назначение
- Защита двигателя.

- Защита водителя и пассажиров от травм при лобовом столкновении транспортного средства.

- Повышение аэродинамических свойств автомобиля.

- Поглощение шума двигателя

## Материал

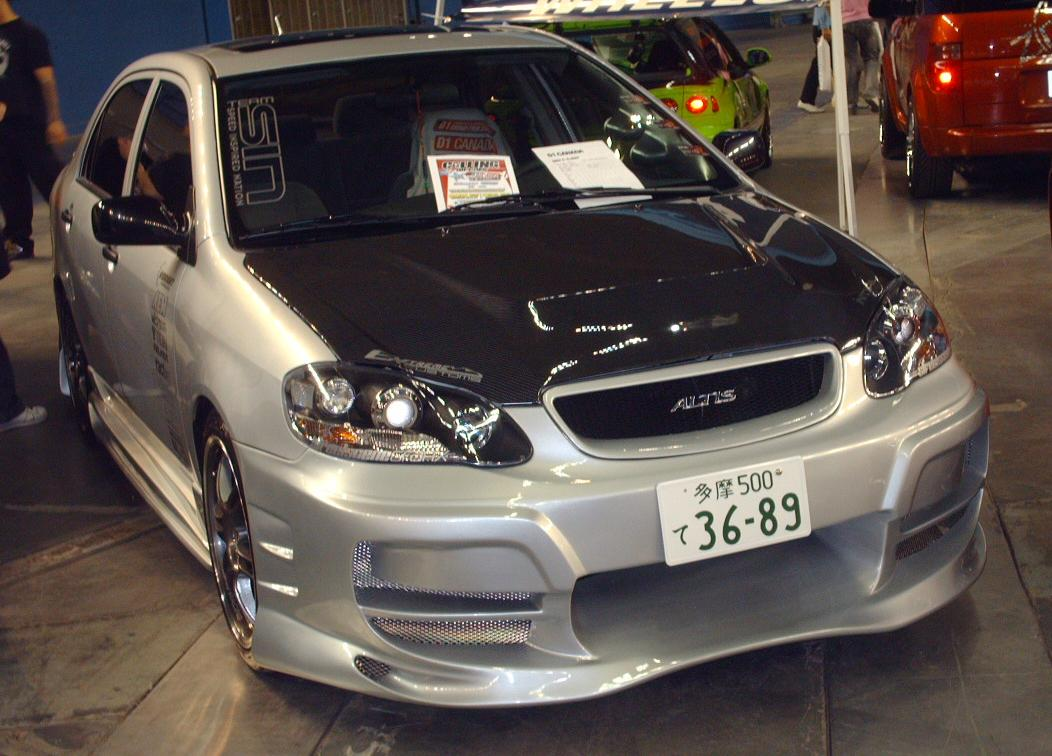
Corolla Altis с карбоновым капотом

- Сталь
- Алюминий
- Стекловолокно
- Углеродное волокно
  - Сухой карбон
  - Мокрый карбон

## Устройство

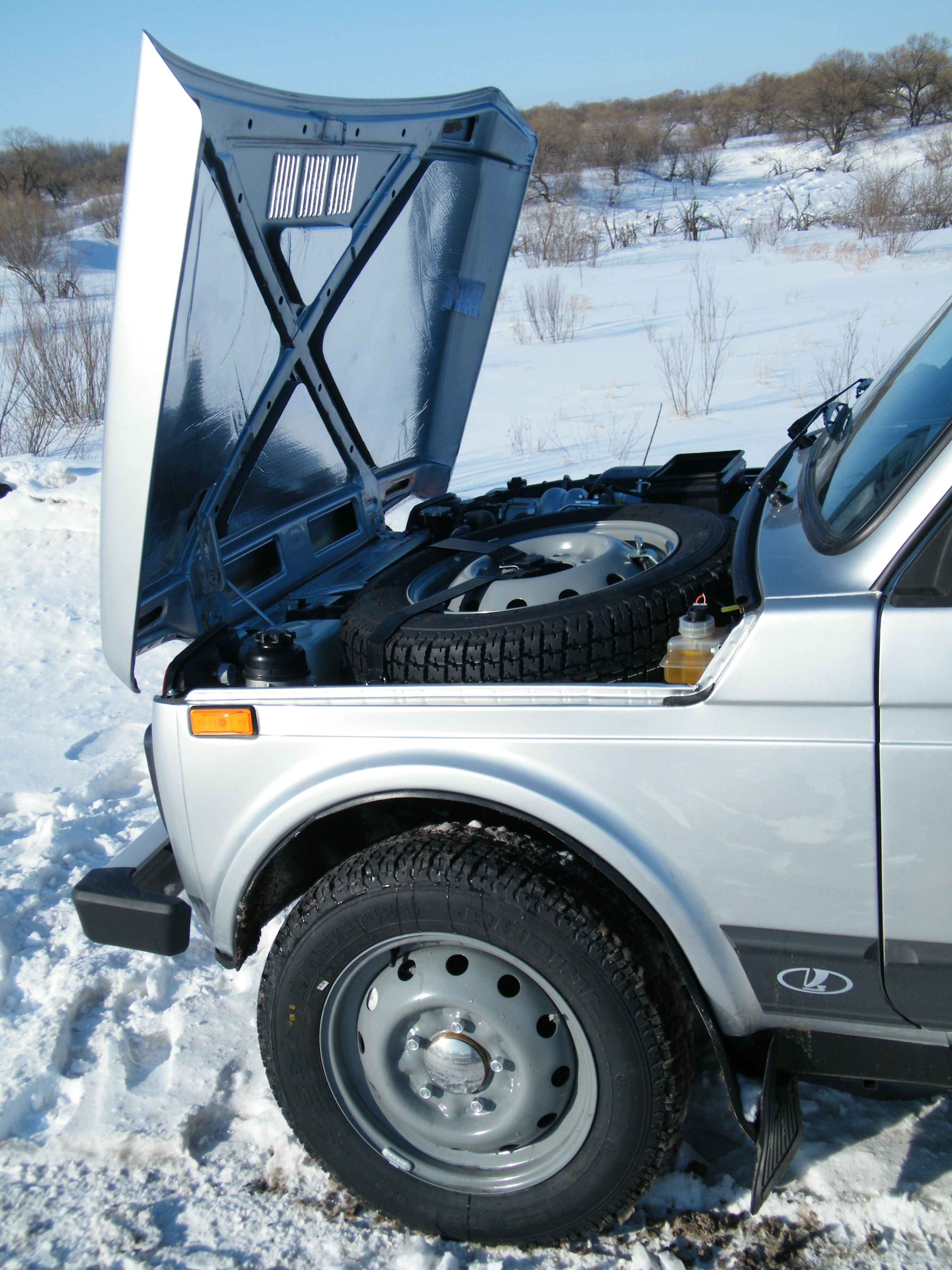
Капот, открывающийся против хода движения, откидыванием вверх-вперёд.

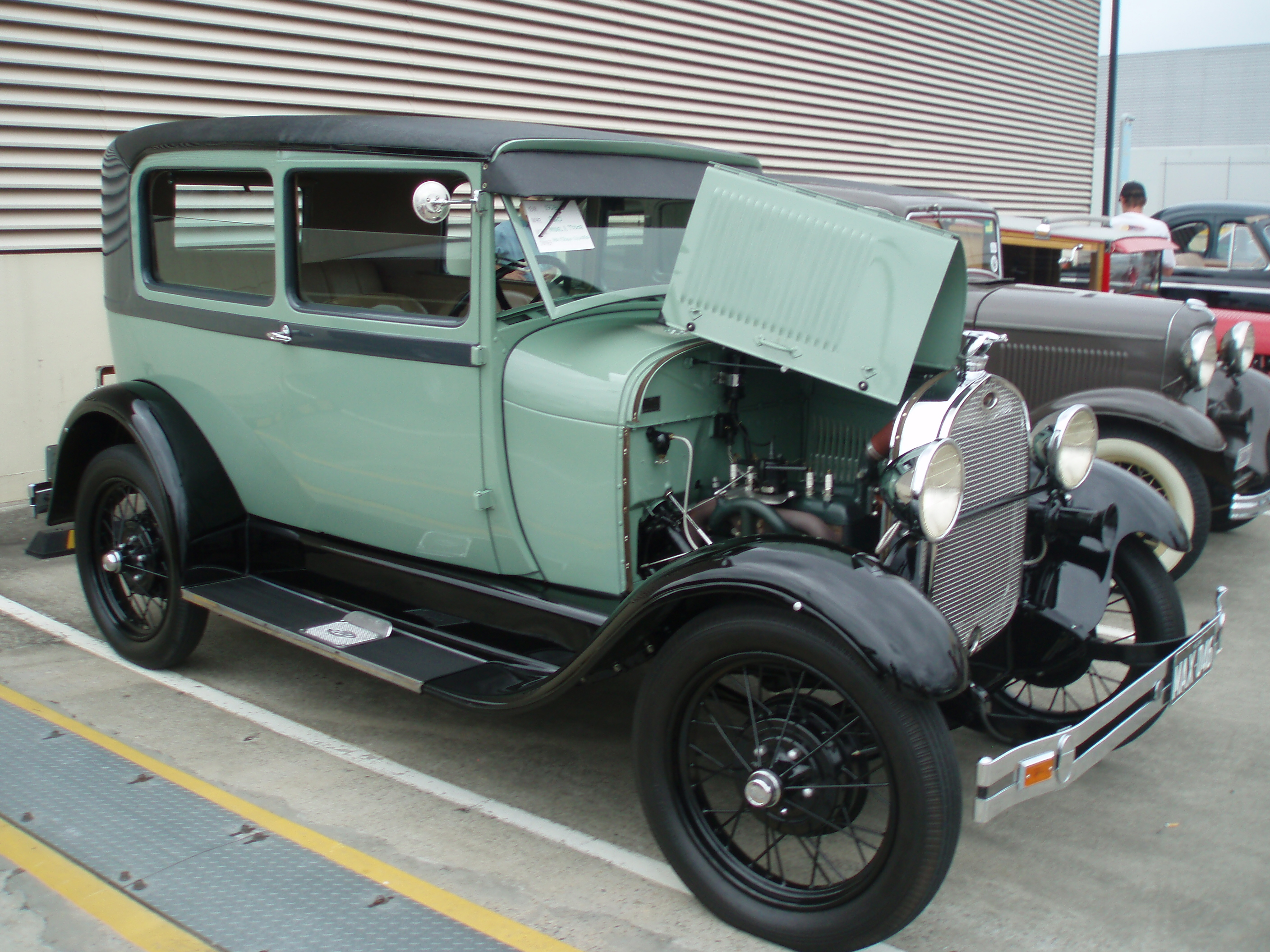
Капот из двух подъёмных боковин.

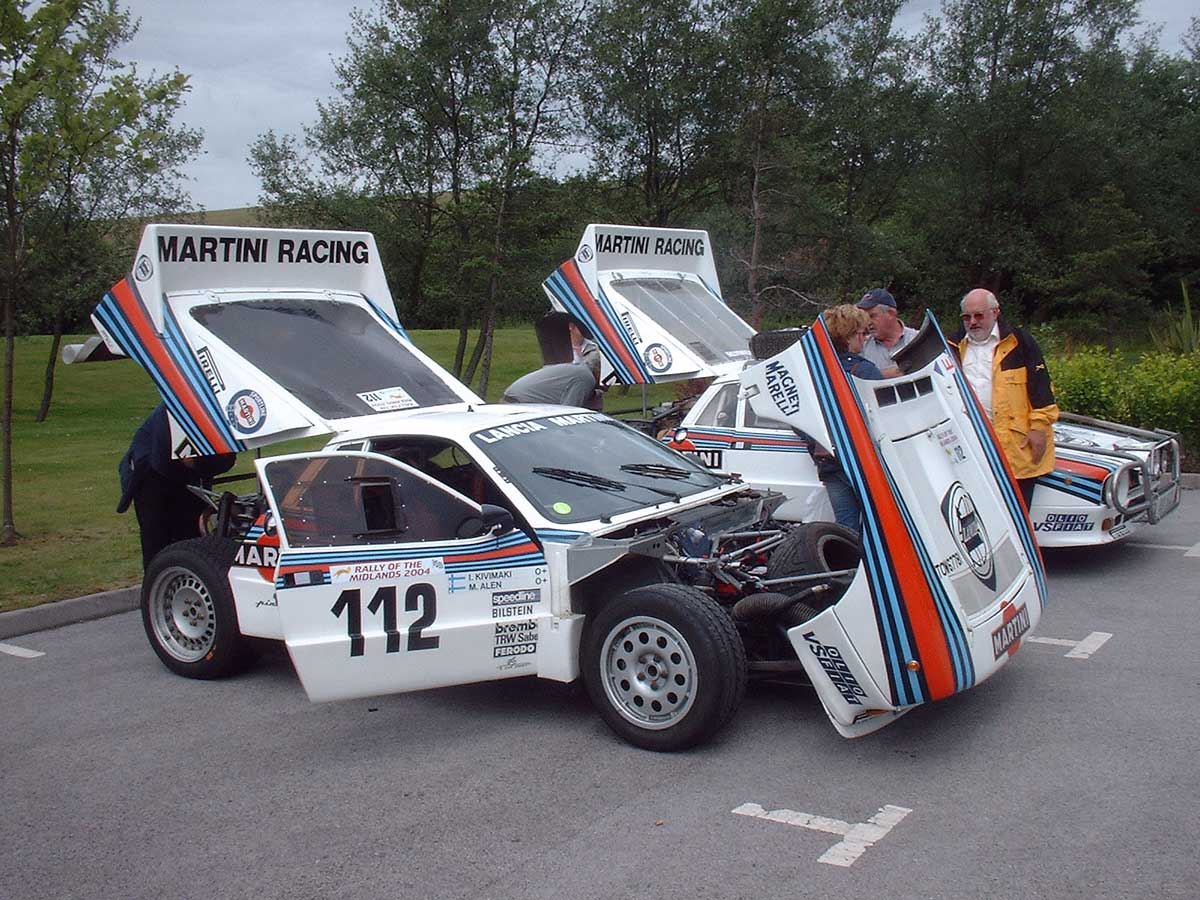
Раллийный автомобиля марки Lancia. В роли капота выступает откидывающаяся секция кузова. Двигатель расположен сзади перед осью задних колёс, так что капотом является именно задняя секция. Передняя откидная секция служит для доступа к передней подвеске и рулевому управлению.

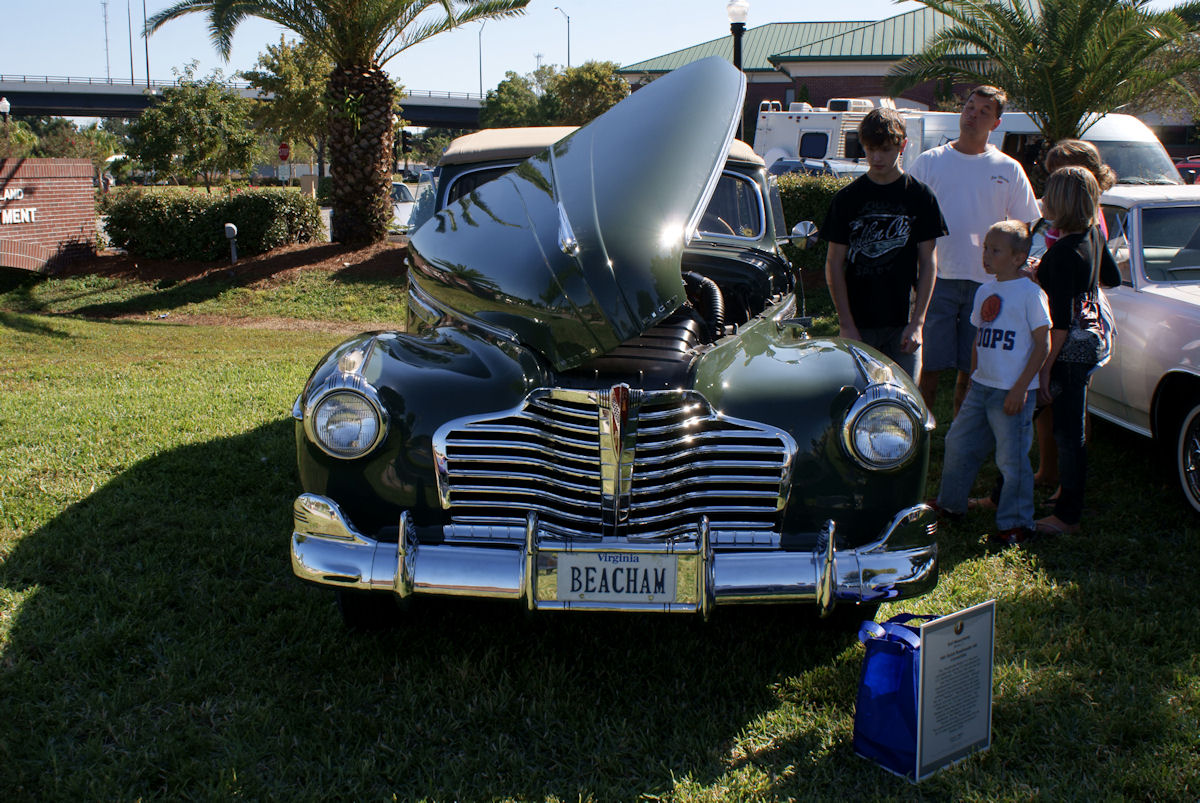
Открывающийся набок капот на «Бьюике» 1941 модельного года.

В большинстве случаев капот крепится к кузову на петлях и имеет замок с дистанционным приводом от рычажка или рукоятки, расположенных в салоне или, реже, на решётке радиатора. Фирма Ford применяла на некоторые своих автомобилях (Focus II, Mondeo III) привод замка капота от ключа, замочная скважина под который располагалась за откидной заводской эмблемой на решётке радиатора. Петли могут располагаться как спереди (капот открывается против хода движения, откидываясь вверх-вперёд), так и позади капота (открывается по ходу движения, откидываясь вверх-назад). Последнее более удобно, однако требует очень надёжно работающего замка, поскольку капот может быть распахнут на ходу набегающим потоком воздуха. На некоторых автомобилях капот открывался набок — например, на ГАЗ-12 ЗИМ его можно было открыть направо или налево (при этом замок противоположной стороны служил в качестве петли), или даже просто снять, для чего было необходимо открыть оба замка одновременно.
До середины 1930-х годов на большинстве автомобилей капот состоял из двух половин, соединённых рояльной петлёй, которые открывались набок независимо друг от друга. Ось петли закреплялась в моторном щите и на облицовке радиатора. Впоследствии получили распространение так называемые «аллигаторные» капоты, открывающиеся вверх-назад, которые со временем вытеснили капоты из двух половин. «Аллигаторные» капоты из-за слабых замков оказались склонны к открыванию потоком воздуха на ходу, поэтому во второй половине 1950-х годов начали применять так называемые «безопасные» капоты с передним расположением петель, которые при открывании откидывались вверх-вперёд. Однако неудобство доступа к двигателю привело к возврату капотов с задним расположением петель в 1970-х годах, теперь уже в сочетании с более надёжными замками, исключающими случайное открывание на ходу.
На бюджетных автомобилях капот как правило имеет простые петли и фиксируется в открытом положении откидной стойкой. На более дорогих моделях имеются подпружиненные петли, которые при открытом замке сами поднимают капот в верхнее положение и удерживают его в нём, либо выполняющие ту же самую функцию газовые упоры.

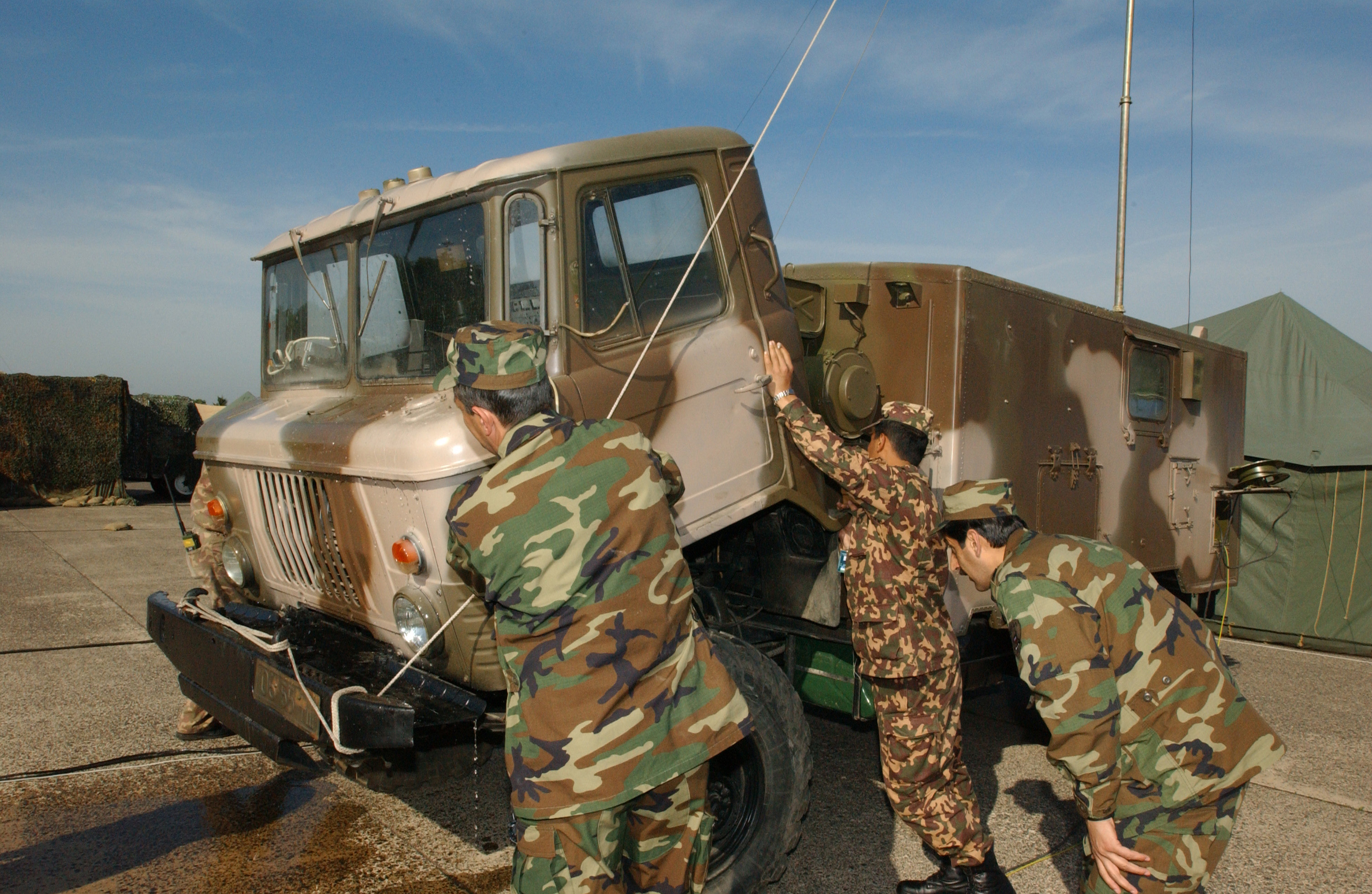
У грузовиков с кабиной над двигателем в роли капота может выступать сама кабина.

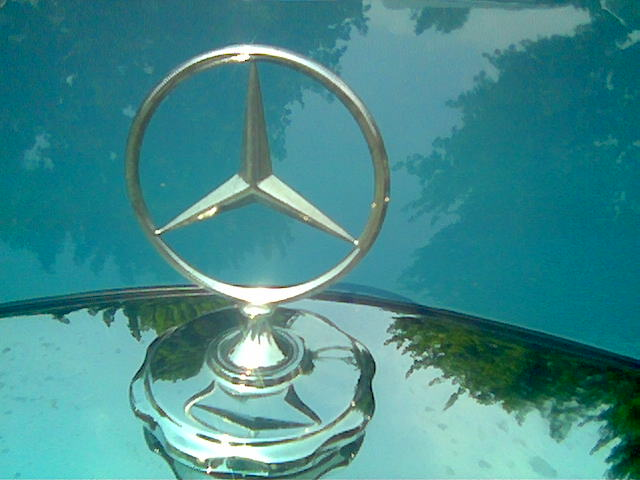
Эмблема на капоте Mercedes-Benz

На гоночных машинах, а также имитирующих их тюнингованных, капот может не иметь петель, вместо чего он удерживается на месте при помощи длинных штырей, входящих в ответные углубления на щите моторного отсека, и наружных замков (так называемых «гоночных») — в этом случае его удобно снимать для обслуживания, ремонта или замены двигателя. В большинстве стран эксплуатация автомобилей с таким креплением капота на дорогах общего пользования запрещена. В некоторых случаях откидным выполняют весь передок автомобиля, включая крылья и бампер, который в этом случае выполняют обычно из стеклопластика или углепластика с целью облегчения.
У автомобилей вагонной компоновки капот может быть внутренним, доступным из салона. Например, у УАЗ-452 он представляет собой расположенный между сиденьями водителя и переднего пассажира съёмный металлический колпак. В другом случае (большинство грузовых тягачей) в роли капота выступает вся кабина, откидывающаяся на шарнирах для доступа к двигателю (что не исключает возможности наличия отдельного капота внутри кабины, используемого для регулировок и мелкого ремонта).
У заднемоторных автомобилей капот расположен в задней части кузова, а спереди имеется крышка багажника. У заднемоторных универсалов (например, Volkswagen Typ 4 Variant) капот обычно внутренний, доступный из багажного отсека при открытой задней двери. У некоторых среднемоторных автомобилей и мотоколясок доступ к двигателю осуществлялся из салона путём откидывания спинки заднего сиденья.

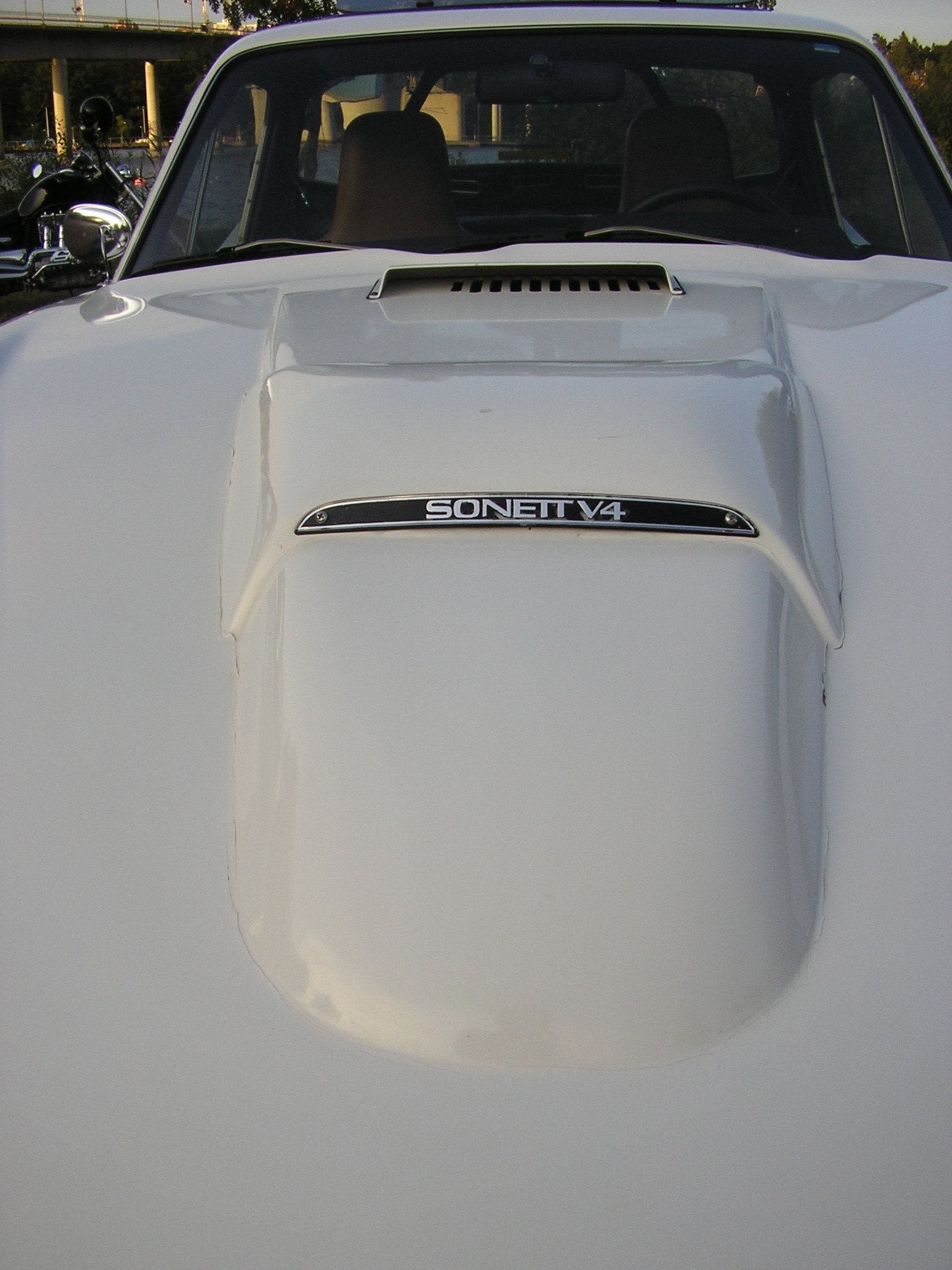
Выштамповка на капоте позволяет разместить под ним высокий двигатель, сохранив при этом низкий капот, обеспечивающий хорошую обзорность с места водителя.

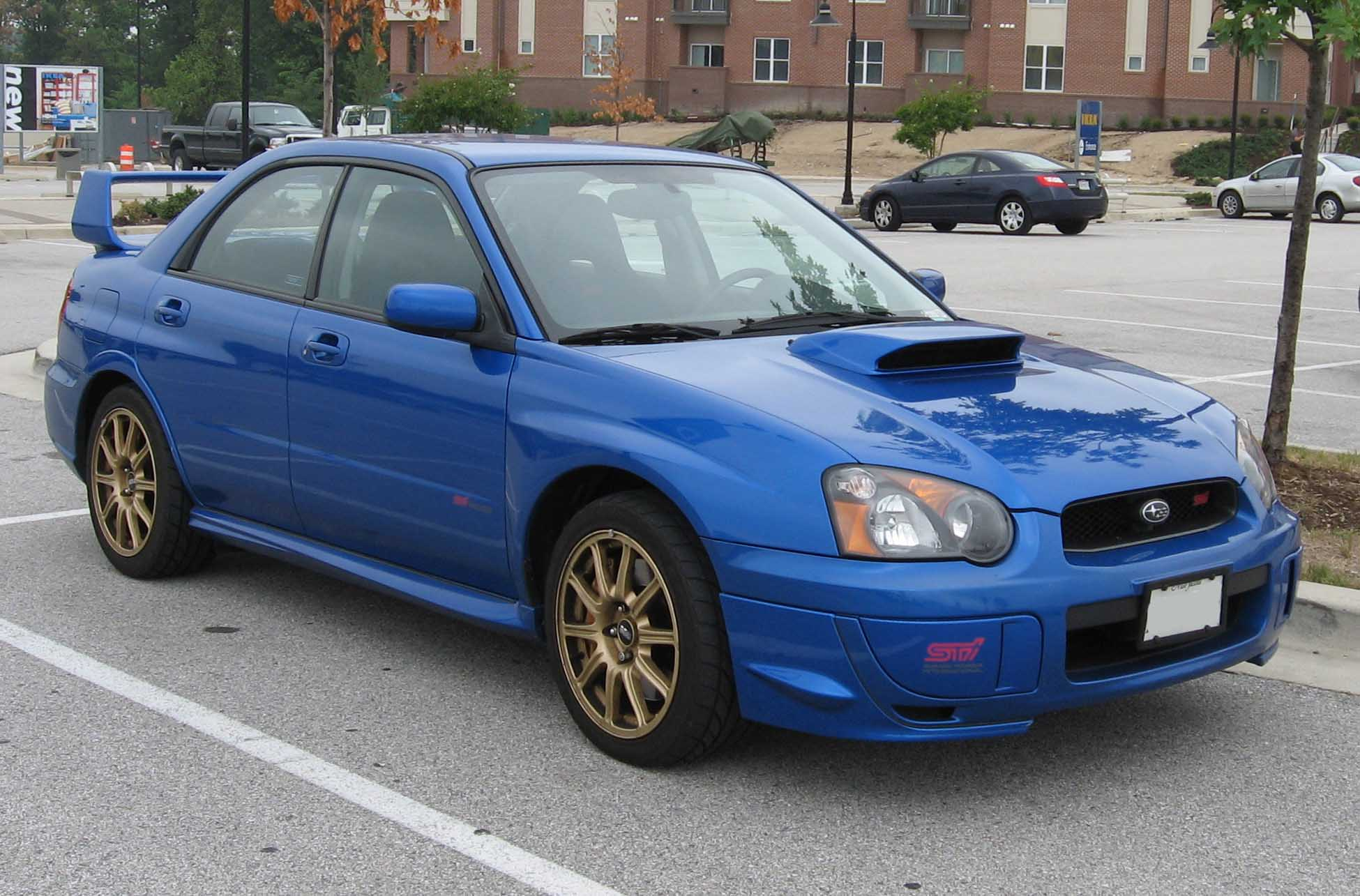
Воздухозаборник на Subaru WRX STI

Капот, как хорошо заметная деталь передка автомобиля, нередко используется для установки различных декоративных элементов — например, накапотной фигуры или орнамента в виде эмблемы фирмы-изготовителя. На его форму и конструкцию накладывает отпечаток компоновка моторного отсека и особенности конструкции силового агрегата. Например, на низких спортивных автомобилях, а также массовых моделях, имеющих двигатель очень большой габаритный высоты (например «Волга» ГАЗ-24), на капоте над двигателем приходится выполнять специальную выштамповку, которую иногда стилизуют под воздухозаборник. Благодаря этому получается совместить достаточное пространство для мотора по высоте с низким капотом, обеспечивающим хорошую обзорность с места водителя. Намного реже применяется настоящий функциональный накапотный воздухозаборник, служащий для подачи воздуха в двигатель под некоторым давлением (инерционный наддув).
На капотах современных автомобилей расположены распылители стеклоомывателей. Внутренняя сторона капота часто покрывается специальным шумопоглощающим материалом — полимерным (вспененный пластик) или натуральным (обычно войлок). Задняя часть капота выступает в качестве спойлера, отсекающего поток воздуха от углубления перед лобовым стеклом, в котором находятся стеклоочистители.
Для защиты лобового стекла и передней части автомобиля, устанавливают дефлектор капота. Он представляет собой пластиковый экран, который повторяет контуры капота автомобиля. Функциональное назначение дефлектора капота заключается в защите лакокрасочной поверхности передней части автомобиля и аэродинамической зоны тени экрана дефлектора. Попадая в верхний поток, мелкие частицы грязи, мухи, пыль огибают капот и лобовое стекло без соприкосновения с ними. Даже небольшой камень, попавший в дефлектор, отбрасывается выше машины.

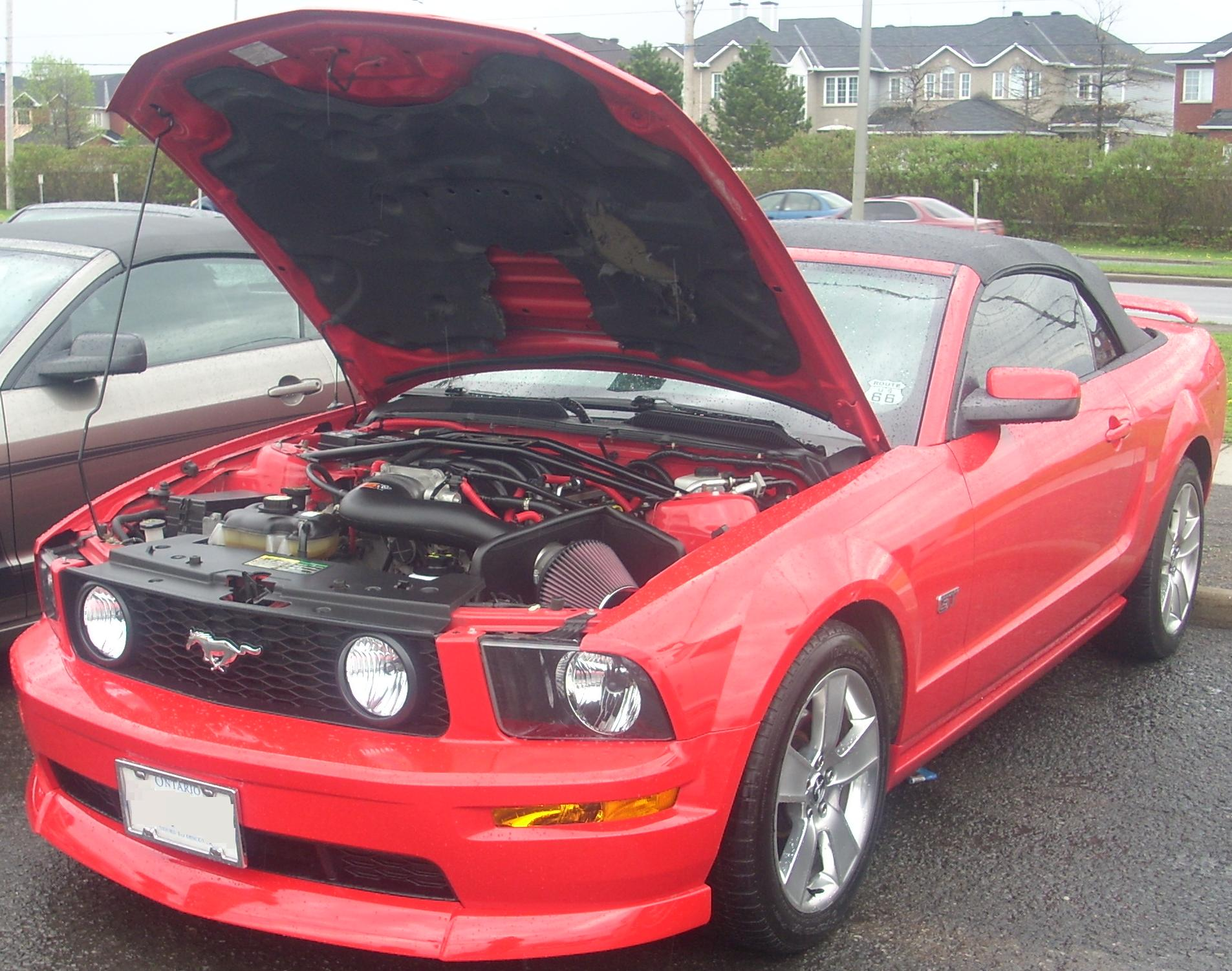
Шумоизоляция капота.

Замки капота иногда защищаются элементами противоугонной системы, находящиеся под капотом, то есть в моторном отсеке. Главной задачей механических замков капота является противодействие несанкционированному доступу в подкапотное пространство. Конструкция замка капота, как правило состоит из двух частей. Управляющая часть — распознает управляющий сигнал от внешнего электронного устройства или поворот ключа в личинке замка, и перемещением троса внутри обшивки передает воздействие на замочную часть, осуществляя блокировку штатного замка или производя зацепление со специально установленной металлической «петлей».

## Безопасность
В Японии и Европе в последние годы введены нормы, которые устанавливают ограничения на тяжесть повреждений головы пешехода при ударе об автомобиль. Это влечёт более продвинутые конструкции капота, такие как капот с внутренней панелью с небольшими конусными углублениями на Mazda RX-8 и других автомобилях. Иные разработки делают капот активной конструкцией, чтобы капот при столкновении с пешеходом выталкивал свою поверхность на несколько сантиметров от твёрдых деталей двигателя. Это достигается с помощью механических (пружина) или пиротехнических приспособлений. Также ведутся разработки безопасного капота, в котором применен механический алюминиевый поглотитель энергии.